# Produktfeed
Ein Produktfeed (englisch product feed) bzw. Produktdatenfeed (englisch product data feed) ist eine Datei mit einer Liste von Produkten und Eigenschaften der Produkte, die jedes Produkt eindeutig kennzeichnet. Jedes Produkt kann mit Hilfe eines Produktfeeds im Internet angezeigt, verglichen und gezielt beworben werden. Ein Produktfeed enthält meistens den Namen des Produktes, sowie ein Produktbild, eine Produktbezeichnung und Produkteigenschaften.
Produktfeeds werden genutzt, um Inhalte bereitzustellen, die von unterschiedlichen E-Commerce-Plattformen genutzt werden, etwa Suchmaschinen, Preis-Vergleichs-Dienste, Affiliate-Netzwerke und weitere Aggregatoren von E-Commerce-Informationen. Hersteller und Onlinehändler erstellen und optimieren ihre Feeds, in einigen Fällen werden die Informationen mit Hilfe von Web Scraping bzw. Web Harvesting von Onlineshops extrahiert.

## Produktfeed-Anwendungen
Produktfeeds unterscheiden sich in Inhalt und Struktur voneinander, das Ziel ist jedoch das Gleiche – nämlich Informationen in hoher Qualität (aktuell, relevant, genau, umfassend) bereitzustellen, damit Käufer im Internet Kaufentscheidungen treffen können.
Produktfeeds werden zwischen Herstellern und Händlern ausgetauscht und von einer Reihe von Marketing-Kanälen benutzt. Dies ermöglicht es Käufern, ihre Produkte im Internet auf verschiedenen Arten von Plattformen zu suchen und anschließend auf die Webseite des Händlers zu gelangen.
Zu diesen Marketing-Kanälen zählen:
- Preisvergleichsportale – Feeds sind in diesem Fall die Inhalte, welche die Produkte beschreiben, die notwendig sind, um die Plattform zu betreiben und die Preise zu vergleichen. Eigenschaften werden meist in vertikalen Suchportalen zur Verfügung gestellt.[6]
- Anzeigen, die Semantisches Targeting nutzen
- Affiliate-Netzwerke
- Marktplätze

## Feed-Formate
- Nachdem bekannt wurde, wie wichtig die Qualität der Produktfeeds ist,[7] hat Google die Anforderungen für ihren Feed überarbeitet.[8]
- Weitere Seiten, auf denen Produkte aufgelistet werden, nutzen proprietäre Formate, die weder einfachen Text noch XML beinhalten.
- RDF-Format: Semantic Web Standards wie RDF sind dabei, sich zu etablieren. Es wird erwartet, dass Produktfeeds diesen neuen Standard adoptieren werden.